# Habenaria multipartita
Habenaria multipartita là một loài thực vật có hoa trong họ Lan. Loài này được Blume ex Kraenzl. mô tả khoa học đầu tiên năm 1893.